# Gråvit glasögonfågel
Gråvit glasögonfågel (Zosterops mauritianus) är en fågel i familjen glasögonfåglar inom ordningen tättingar.

## Utseende och läte
Gråvit glasögonfågel är en udda medlem av familjen som saknar den typiska vita ringen runt ögat, men har istället en dunig vit övergump. Fjäderdräkten är mestadels ljusgrå, med vitt på strupen och beige på flankerna. Ytligt sett kan den likna réunionglasögonfågeln, men skiljs lätt på avsaknad av ögonring och olivgrönt i dräkten. Sången består av en upprepad serie melodiska toner typiskt för glasögonfåglar, medan det bland lätena hörs skrianden och ett ljud som på engelska återges "tew".

## Utbredning och systematik
Fågeln återfinns på ön Mauritius. Den behandlas som monotypisk, det vill säga att den inte delas in i några underarter. Tidigare betraktades den som en underart till rostsidig glasögonfågel (Z. borbonicus) på Réunion, men urskiljs numera vanligen som egen art.

## Levnadssätt
Rostsidig glasögonfågel hittas i stort sett i alla miljöer där det finns tillgång på träd. Den är en social fågel som vanligen ses i flock.

## Status
Fågeln har ett begränsat utbredningsområde, men beståndet anses vara stabilt. IUCN kategoriserar den som livskraftig.